# 仙台市立第二中学校
仙台市立第二中学校（せんだいしりつ だいにちゅうがっこう）は、宮城県仙台市青葉区木町通二丁目にある公立中学校。通称は「二中」（にちゅう）もしくは「仙台二中」（せんだいにちゅう）。東北大学医学部・歯学部が付近に位置している。

## 沿革
- 1947年4月1日 - 仙台市立第二中学校創立
- 1947年5月24日 - 二中会（二中PTA）結成
- 1948年4月30日 - 松友会（生徒会）設立
- 1951年2月20日 - 校歌制定（作詞: 白鳥省吾　作曲: 福井文彦）
- 1951年3月12日 - 校旗制定
- 1967年7月9日 - 校章寄贈
- 1975年4月10日 - 全盲生入学（公立普通校全国初）
- 1997年4月1日 - 東北大学医学部院内学級開設

## 学区
- 通町小学校・木町通小学校・立町小学校学区

## 行事

### 対面式
入学式の翌日に行われる。新入生歓迎会。主に学校紹介を行う。各部活動は、勧誘のための出し物を準備する。

### 松友会総会
年1回、5月に行われる。一般に生徒総会と呼ばれる会のこと。執行部・委員会・部活動の活動内容や松友会決算報告があり、それに基づいて生徒から意見・質問をしてもらう。それぞれ質問を受けたところは分かりやすく説明する。執行部が司会、議長団が進行を行う。

### 1年校外学習
毎年5月に日帰りで行われる。2008年度から、東松島市で地引網漁体験するようになった。雨天の場合は、同じく東松島市のサンファン館で学習する。それまでは青葉山登山に行っていた。2013年度は山寺や平清水に行っている。最近は主に山形方面へ行く。

### 2年野外活動
毎年5月に2泊3日で行われる。2008年度は岩手県、2009年度は福島県いわき市、2010年度は再び岩手県に行っている。最近は秋田県仙北市で民泊や農業体験をする。

### 3年 修学旅行
毎年5月に2泊3日で行われる。1日目は主に自主研修を行い東京や横浜方面に生徒が計画した工程表を元に活動をする。毎年2日目には東京ディズニーランドや東京ディズニーシーに行くことが多い。最終日にはクラス別自主研修を行い、クラスごとに作成した活動計画を元に、東京や横浜方面で活動する。

### 中総体激励会
中総体の前に行われる。各部は抱負と選手紹介を述べ、応援委員長（応援団長）を中心とした全校生徒にエールを送られるという式。応援委員会は、式の直前になると体育館で朝練習を始める。各部が真剣に抱負を述べるためそれぞれの部活が中総体にかける思いがつたわる会である。また、吹奏楽部による演奏も行われる

### 校内合唱コンクール
毎年7月に行われる。各学年クラス対抗で、課題曲・自由曲の2曲を演奏するコンクール。2009年度は仙台市民会館、2010年度以降は主に東北大学百周年記念会館(東北大学川内萩ホール)で開催されているが、2017年度は電力ホール、2019年度は東北福祉大学と年度によって様々である。直前になると強化期間が設けられる。コンクールが近づくと、合唱コンクール実行委員会を結成する。

### 学習発表会
毎年秋に行われる。あくまで文化祭とは異なるため、ステージ発表が中心。司会進行は、それまでに結成される学習発表会実行委員会が務める。ステージ発表は、吹奏楽部の演奏や各学年の校外活動報告、3学年の修学旅行活動発表、執行部や学習発表会実行委員会の出し物など。広報委員会による学級新聞コンクールと、文化部の発表の場を兼ねている。

### 立会演説会
毎年10月に行われる。執行部候補者とその推薦人の一人が演説する会。同日が執行部総選挙になっている。選挙の前には選挙管理委員会が組織される。2012年度より議長は立候補できず、一般からの一時公募となる。

### 球技大会
毎年10月に行われる。各学年クラス対抗のバレーボール大会。直前になると強化期間が設けられ、校庭で各クラス真剣にラリーを行っている。みんなで優勝をねらい何ヶ月も練習を積み重ねるため、試合はとても白熱し時には熱くなりすぎる場面も見られる。会場は二中体育館であるため簡単に行われる、表彰式は二中体育館ステージである、また保護者も観戦することが出来る

### 予餞式
毎年2月下旬に行われる。「3年生を送る会」や「三送会」などとも呼ばれる会のことで、1･2年生からと3年生からそれぞれ出し物をする。会が近づくと、1･2年生が予餞会実行委員会を結成する。2015年度から、名称が「予選会」から「予選式」へ変更された。また、2021年度からは「3年生を送る会」となりました。

## 松友会
一般に言う生徒会。
会長・総会・議長団・評議委員会・役員会の５つで構成されている。

### 評議委員会
執行部・各委員会の委員長・運動部長・文化部長・学級委員が集まり、毎月全校生徒目標などを決める会。（2012年度より運動部長・文化部長は部長会を開き、決定する。なので必ずしも運動部長は野球部部長・文化部長は吹奏楽部とはならない。）

### 役員会
専門委員会・各学年学級委員会・部活動委員会（運動部・文化部・同好会）・応援委員会・選挙管理委員会で構成されている会。(松友編集委員会は平成27年度に後期広報委員会に統合された。)

#### 学年・専門委員会
- 一学年委員会
- 二学年委員会
- 三学年委員会
- 生活委員会
- 保健委員会
- 給食委員会
- 広報委員会
- 図書委員会
- 放送委員会
- 整美委員会
- 応援委員会(一学期のみ)
- 選挙管理委員会(10月)

## 部活動

### 運動部
ソフトテニス部は女子のみ
野球部は男子のみ
その他の部活は男女混合
- 野球部
- 陸上競技部
- ソフトテニス部
- 男子バスケットボール部
- 女子バスケットボール部
- 男子バドミントン部
- 女子バドミントン部
- 卓球部
- 剣道部
- 水泳部
- 新体操部
- 特別支援卓球部

### 文化部
- 吹奏楽部
- 文化芸術部

・美術班
・写真班

### 季節部
一時期だけ存在する部活動。運動部・文化部・同好会とは異なるので兼部できる。
- 駅伝部

### 廃部した部、同好会
過去有ったものの人数不足などにより廃部した。
- 柔道部
- 空手部
- コンピューター部… 2014年度廃部
- 文化研究部…2014年度廃部
- サッカー部…2019年度廃部

## 出身著名人
- 土井晩翠（詩人）（※仙台二中の前身である旧制北五番丁高等小学校の卒業）

## 近隣施設
- 東北大学
- 宮城教育大学
- 宮城県仙台第二高等学校
- 宮城県宮城第一高等学校
- 宮城県美術館
- 仙台市博物館
- 宮城県民会館（東京エレクトロンホール宮城）
- 仙台市民会館
- 仙台国際センター
- せんだいメディアテーク
- 西公園
- 青葉城
- 宮城県庁
- 仙台市役所
- 勾当台公園